# Дайдо
Дайдо Флориа́н Клу де Буневиа́ль А́рмстронг (англ. и фр. Dido Florian Cloud de Bounevialle Armstrong; 25 декабря 1971, Лондон) — британская поп-певица, выступающая под своим настоящим именем Dido.

## Юность
Флориан Клауд де Буневиаль Армстронг родилась в больнице святой Марии Эббот в Кенсингтоне, 25 декабря 1971 года. Её мать, Клэр (урожденная Коллинз) ― поэтесса французского происхождения], а отец, Уильям О’Мэлли Армстронг (1938―2006), был ирландским издателем и бывшим директором компании Sidgwick & Jackson. Её старший брат, Роуланд Константин О’Мэлли Армстронг, более известен как продюсер Ролло, входящий в британское электронное трио Faithless.

Брата и сестру с детства называли именами Дайдо и Ролло. В детстве над ней издевались из-за необычного имени. В интервью 2001 года она сказала: 
То, что тебя называют одним, а крестят другим именем, на самом деле очень сбивает с толку и раздражает. Это одна из самых ужасных ошибок моих родителей. Флориан ― немецкое мужское имя. Это просто подло ― называть ребенка странными именами.
Дайдо получила образование в начальной школе Торнхилла в Ислингтоне, школе Даллингтона, женской школе Лондонского Сити и Вестминстерской школе, где ей преподавал музыкант и руководитель академической музыки Синан Саваскан. После того, как она украла диктофон из школы в возрасте пяти лет, родители записали её в Школу музыки и драмы Гилдхолла в Лондоне. К тому времени она научилась играть на пианино, блокфлейте и скрипке. Позже она изучала право в Биркбекском университете Лондона, работая литературным агентом. Она так и не получила диплом, решив вместо этого посвятить себя музыке.

## Карьера
Начинала свою карьеру в качестве приглашённой певицы в группе Faithless, в которой участвует её брат Ролло Армстронг. Два альбома Faithless, записанных с участием Дайдо, — Reverence и Sunday 8pm — стали платиновыми. Альбом No Angel стал самым продаваемым альбомом Великобритании в 2001 году. Её второй альбом, Life for Rent, вышел в конце 2003 года.
Карьера началась в 1997 году, когда был записан её первый альбом, The Highbury Fields, по контракту с Clive Davis из Arista Record. В апреле 1997 года был записан саундтрек к фильму «Осторожно, двери закрываются» с её песней «Thank You». Позже эта песня была использована американской компанией HBO в фильме «Если бы стены могли говорить 2».
В 1999 году песня «Here with Me» попала в заставку телесериала «Город пришельцев». В июне того же года был выпущен её первый компакт-диск — No Angel, который был замечен лондонской прессой.
Мировая слава пришла к Дайдо после того, как в 2000 году американский рэпер Эминем использует куплет её песни «Thank You» из альбома No Angel для своей песни «Stan». Альбом Эминема The Marshall Mathers LP, и песня «Stan» в частности, активно обсуждались мировой прессой, и просто не могла остаться незамеченной. Более того, она поучаствовала в видеоклипе на эту песню, сыграв роль подруги Стэна. В интервью MTV Дайдо говорила о сотрудничестве:
Однажды я получила это письмо моей мечты. Они писали: «Нам понравился твой альбом, и мы взяли одну из песен для семпла. Надеемся, ты не обидишься и тебе понравится эта песня». Позже они прислали мне эту песню, и, когда я её прослушала в гостинице, я подумала: «Это замечательная песня».

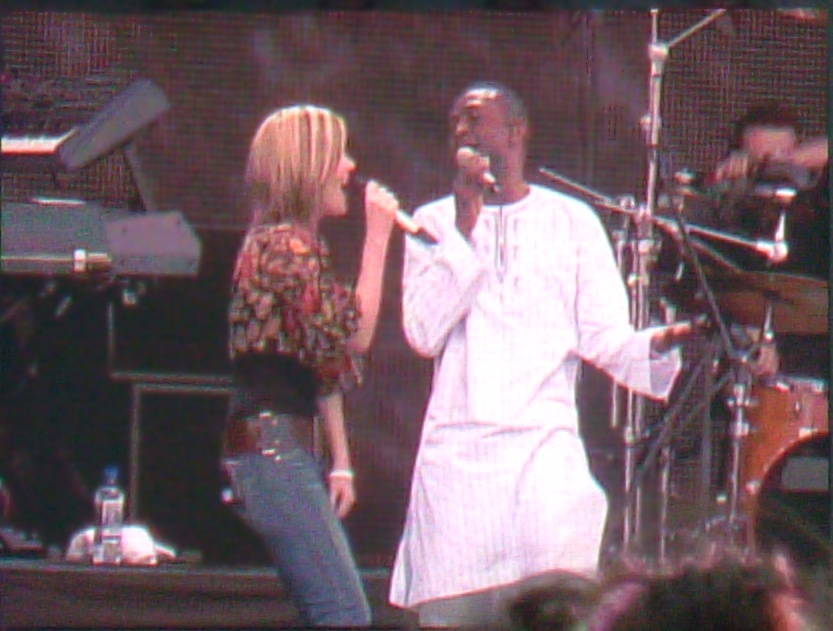
Выступление на Live8, 2005 год

Приняла участие в туре Стинга по Великобритании. Выходит второй сингл, «Thank You». К июлю 2001 года No Angel становится четырежды платиновым. В 2001 году была номинирована на Brit Awards как одна из лучших британских певиц.
В августе 2001 года, завершив турне по Северной Америке, приступила к работе над новым альбомом Life for Rent. Песню «Life for Rent» она написала после временного выздоровления её отца. Британские критики назвали его наиболее ярким возвращением 2003 года. Новый диск певица написала в соавторстве со своим братом Ролло, участником Faithless, и с Риком Ноулсом, работавшим с Мадонной. «White Flag» — первый сингл альбома; Дайдо считает, что именно первая песня представляет весь альбом.
Певица продолжает регулярно появляться на альбомах Faithless.
4 марта 2013 года состоялся релиз четвёртого студийного альбома Girl Who Got Away.
В начале 2019 года Дайдо подписала контракт с лейблом BMG, чтобы выпустить свой пятый альбом. Она работала над ним совместно со своим братом и давним соавтором Ролло Армстронгом, Риком Ноуэлсом и Райаном Лоудером. 9 ноября 2018 года Дайдо сообщила название своего нового альбома Still on My Mind и опубликовала его обложку. Он был выпущен 8 марта 2019 года и занял 3-е место в британском чарте альбомов, 1-е место в британском чарте инди-альбомов и разошелся тиражом более 60 000 копий в Великобритании. Тизер-сингл «Hurricanes» был выпущен 12 ноября 2018 года. Официальная премьера ведущего сингла «Give You Up» состоялась 22 января 2019 года на BBC Radio 2. Сингл достиг 32-го места в UK Singles Downloads Chart. Он также занял 1-е место в чарте Hot Dance Club Songs. Дайдо гастролировала в поддержку альбома с мая 2019 года, совершив свое первое мировое турне за последние 15 лет. Делюкс-издание альбома было выпущено 15 ноября 2019 года.

## Личная жизнь
После выпуска альбома No Angel в 1999 году Дайдо рассталась со своим молодым человеком, Бобом Пейджем, после семилетних отношений.
В 2010 году она вышла замуж за Рохана Гэвина. В июле 2011 года у них родился сын, Стэнли.
Является ярой болельщицей клуба Арсенал.

## Премии и номинации
- февраль 2001 Brit Awards

Номинации: Best British Female Solo Artist.
- апрель 2001 Blockbuster Entertainment Awards

Номинации: Favorite Female — New Artist.
- сентябрь 2001 MTV Video Music Awards

Номинации: «Thank You» — Best Female Video, её участие в съёмках видео на песню Эминема «Stan» дало ей ещё пять номинаций: Video of the Year, Best Male Video, Best Rap Video, Best Direction (Dr. Dre & Philip Atwell), Best Cinematography (Dakek Wolski).

## Дискография

### Альбомы
| Год  | Название                                                                        | Позиции в чартах | Позиции в чартах | Позиции в чартах | Позиции в чартах | Позиции в чартах | Позиции в чартах | Позиции в чартах | Продажи/Сертификации                                                                              |
| Год  | Название                                                                        | Брит.            | Фран.            | Герм.            | Австралия        | Итал.            | США              | Кан.             | Продажи/Сертификации                                                                              |
| ---- | ------------------------------------------------------------------------------- | ---------------- | ---------------- | ---------------- | ---------------- | ---------------- | ---------------- | ---------------- | ------------------------------------------------------------------------------------------------- |
| 1995 | Odds & Ends 1 - Демо - Дата выхода: 1995                                        | —                | —                | —                | —                | —                | —                | —                | Не доступно                                                                                       |
| 1999 | No Angel - I студийный альбом - Релиз: 1 июня 1999                              | 1                | 1                | 1                | 1                | 4                | 4                | 4                | Мировые продажи: 15 264 194 IFPI: 5 раз платиновый RIAA: 4 раза платиновый BPI: 10 раз платиновый |
| 2003 | Life for Rent - II студийный альбом - Релиз: 29 сентября 2003                   | 1                | 1                | 1                | 1                | 2                | 4                | 2                | Мировые продажи: 12 253 000 IFPI: 5 раз платиновый RIAA: 2 раза платиновый BPI: 9 раз платиновый  |
| 2008 | Safe Trip Home - III студийный альбом - Релиз: 17 ноября, 18 ноября (США), 2008 | 2                | 3                | 3                | 6                | 11               | 13               | 9                |                                                                                                   |
| 2013 | Girl Who Got Away - IV студийный альбом - Релиз: 4 марта 2013                   | 5                | 3                | 2                | 12               | 24               | 32               | 10               |                                                                                                   |
| 2019 | Still on My Mind - V студийный альбом - Релиз: 8 марта 2019                     | —                | —                | —                | —                | —                | —                | —                |                                                                                                   |
| 2020 | The Last Summer                                                                 |                  |                  |                  |                  |                  |                  |                  |                                                                                                   |

## Факты
- Песня Дайдо «Here with Me» из альбома No Angel была включена в саундтрек к фильму «Реальная любовь».
- Дайдо училась в университете на юриста, но так и не окончила его, потому что её пригласили в тур с группой Faithless.
- Правое крыло Британской национальной партии цитировало строки песен «White Flag» и «This Land Is Mine» на своём веб-сайте, приписывая им националистическую окраску (превосходство людей с белым цветом кожи). Впоследствии они были вынуждены отказаться от этой практики, поскольку Дайдо не желала приписывать себя ни к одному из общественных объединений.
- Вместе со шведским композитором Максом Мартином Дайдо была соавтором песни Бритни Спирс «I'm Not a Girl, Not Yet a Woman» из альбома Britney 2001 года. Песня также вошла в фильм «Перекрёстки» и была отмечена «наградой» церемонии Razzie в номинации «Худшая оригинальная песня».
- Альбом Life for Rent против желания Дайдо был защищён от копирования технологией «Copy Control» в Великобритании, Австралии и некоторых странах Европы.
- Песня Дайдо «My Lover’s Gone» является саундтреком к известному бразильскому сериалу «Клон».